# Liste der Monuments historiques in Hôpital-Camfrout
Die Liste der Monuments historiques in Hôpital-Camfrout führt die Monuments historiques in der französischen Gemeinde Hôpital-Camfrout auf.

## Liste der Bauwerke
| Bezeichnung                         | Beschreibung | Standort                 | Kennzeichnung | Schutzstatus | Datum | Bild           |
| ----------------------------------- | ------------ | ------------------------ | ------------- | ------------ | ----- | -------------- |
| Kirche Notre-Dame-de-Bonne-Nouvelle |              | Place de l’Église (Lage) | PA00090005    | Classé       | 1916  | weitere Bilder |

## Liste der Objekte
- Monuments historiques (Objekte) in Hôpital-Camfrout in der Base Palissy des französischen Kultusministeriums